# Gnutella
Gnutella (gesprochen [nʊˈtɛlə] mit einem stummen g) ist ein dezentrales Peer-to-Peer-Netzwerkprotokoll für das Filesharing. Es gibt weltweit mehrere Millionen Nutzer, die über verschiedene Clients auf das Netzwerk zugreifen. Der meist genutzte und bekannteste Client war lange Zeit LimeWire. Trotz des Namens gehört Gnutella nicht zum GNU-Projekt.

## Geschichte
Das Gnutella-Protokoll wurde von Justin Frankel (Erfinder und früherer Entwickler des Audioabspielprogramms Winamp) definiert, der am 14. März 2000 als erste Software für das Gnutella-Netzwerk die Beta-Version des ebenfalls als „Gnutella“ bezeichneten Programms zum kostenlosen Herunterladen im Internet freigab. Frankels Arbeitgeber AOL zwang ihn jedoch, das Projekt aufzugeben, und das Programm war bereits einen Tag nach seiner Veröffentlichung nicht mehr über die Projektwebseite abrufbar. Es war jedoch zu diesem Zeitpunkt bereits weit verbreitet und weiterhin durch IRC-Chaträume sowie Drittanbieter-Websites verfügbar.
Einige Zeit später gelang es einer Gruppe von unabhängigen Entwicklern, das Gnutella-Protokoll zu entschlüsseln und ihre Ergebnisse zu veröffentlichen. Daraufhin wurden zahlreiche weitere Programme für das Gnutella-Netzwerk entwickelt, die auch den Leistungsumfang des Netzwerkes deutlich erweiterten.
Im Mai 2006 zählte das Gnutella-Netzwerk schätzungsweise 2,2 Millionen Nutzer.

## Hintergrund
Vorbild und Anreiz für das Gnutella-Netzwerk war in weiten Teilen das zentrale Peer-to-Peer-Netzwerk Napster, welches bereits seit Juni 1999 einen direkten Austausch von Musikdateien ermöglichte. Durch die überwiegend illegal getauschten Inhalte geriet die Betreiberfirma Napster jedoch immer häufiger in rechtliche Konflikte. Frankels Motivation war es, ein Netzwerk zu errichten, das im Gegensatz zu Napster ohne zentrale Server und somit auch ohne zentralen Betreiber, gegen den rechtliche Vorwürfe hätten erhoben werden können, auskommen sollte.

## Technik
Das Gnutella-Netzwerk ist ein vollständig dezentrales Netzwerk. Das bedeutet, dass jeder Benutzer eine gleichwertige Software verwendet und es keine zentralen Server gibt, welche die Suchanfragen bearbeiten. Um trotzdem zu funktionieren, muss das Client-Programm mindestens einen anderen Benutzer (sogenannten Node) finden. Um dies zu erreichen, gibt es diverse Methoden wie vordefinierte Serverlisten, GWebCache-Seiten im Internet oder auch der Austausch von Host-Listen über IRC. Wird eine Verbindung aufgebaut, tauschen die Programme Listen erreichbarer Nodes aus, welche dann wiederum kontaktiert werden, bis die eingestellte Anzahl an Verbindungen erreicht ist.
Startet ein Benutzer des Netzwerkes eine Suchanfrage, so wird diese zunächst nur an benachbarte Clients weitergeleitet. Diese leiten dann ihrerseits die Anfrage an ihre Nachbarn weiter, bis die angeforderte Datei gefunden wurde. Anschließend kann eine direkte Verbindung zwischen suchendem und anbietendem Benutzer für die Datenübertragung hergestellt werden.
Der besondere Vorteil dieser Netzwerkstruktur ist die Ausfallsicherheit, da Suchanfragen selbst dann weitergeleitet werden können, wenn einzelne Teile des Netzwerkes zeitweise unerreichbar sind. Nachteilig dagegen ist die lange Dauer der Suchanfrage, da es keine zentralen Index-Server gibt, und die hohe Netzwerkbelastung, da mit der Distanz zum suchenden Client die Anzahl der Anfragen exponentiell anwächst.
In den letzten Jahren wurde das Gnutella-Netzwerk allerdings deutlich weiterentwickelt, so dass die Effizienz beträchtlich erhöht werden konnte. Beispiele hierfür sind das QRP, mit dem Quellen sich austauschen, welche Dateien sie haben, so dass auf den letzten beiden Schritten die Anfragen nur noch an diejenigen weitergeleitet werden, die möglicherweise antworten können, und dynamische Suchanfragen, wodurch nicht alle benachbarten Systeme auf einmal angefragt werden, sondern nur so viele, bis genügend Suchergebnisse erhalten wurden.

## Software
Windows
- BearShare – Microsoft Windows, Closed Source, Entwicklung 2005 eingestellt, seit dem 4. Mai 2006 an iMesh verkauft.
- FileScope – Microsoft Windows, .Net-Framework, Open Source (GPL), C#, Netzwerk erweiterbar, keine Spy-/Adware, unterstützt Gnutella, Gnutella2 (inkl. Hub-Modus), eD2k, und OpenNap
- Gnotella – Microsoft Windows, Entwicklung 2001 eingestellt
- Gnucleus – Microsoft Windows, Open Source (GPL), C++, unterstützt auch Gnutella2
- KCeasy – Microsoft Windows, Open Source unterstützt auch Ares und OpenFT
- Morpheus – Microsoft Windows, Closed Source, Netzwerk erweiterbar, enthält Adware/Spyware
- Shareaza – Microsoft Windows, Open Source, Netzwerk erweiterbar, unterstützt Gnutella, Gnutella2, eDonkey2000 und BitTorrent
- XoloX – Microsoft Windows, auch FastTrack und eD2k (Website xolox.nl ist nur geparkt und voll mit Werbelinks)

Mac OS
- Acqlite – Mac OS X
- Acquisition – Mac OS X, Closed Source (Shareware)

Unix-basiert
- gtk-gnutella – Unix, Open Source (GPL), C
- Mutella – Unix, Open Source, kommandozeilenbasiert

plattformunabhängig
- Cabos – Mac OS X und Microsoft Windows, Open Source, basiert auf LimeWire und Acquisition.
- Phex bzw. I2Phex – plattformunabhängig, Open Source (GPL), Java
- LimeWire – plattformunabhängig, Open Source (GPL), Java, bis zur gerichtlichen Sperrung meistgenutzter Gnutella-Client
- MLDonkey bis Version 2.8.7 – plattformunabhängig, Open Source (GPL), Objective CAML, Netzwerke erweiterbar

Einige weitere Clients basieren auf giFT.

## Entwicklung
Das Gnutella-Protokoll wird ständig durch neue Erweiterungen verbessert. Zum einen wird hiermit die Funktionalität erweitert, zum anderen wird mit ausgeklügelten Algorithmen versucht, die benötigte Bandbreite zu reduzieren und die Stabilität zu verbessern.
Hierzu gehören:
- Klassifizierung in Ultrapeer- und Blattknoten
- Query-Routing-Protokoll (QRP)
- Horizontstatistik (HSEP)
- Aktive und passive Warteschlangen für Dateitransfers
- Komprimierung der P2P-Verbindungen (Link Compression Extension)
- Propagieren alternativer Dateiquellen über das sogenannte Download Mesh
- Download-Verifikation mittels Tiger-Tree-Hashes
- Meta-Daten

Viele Gnutella-Clients sind Open-Source-Software. Dementsprechend ist es möglich, an der Entwicklung der Clients selbst mitzuwirken.

## Nachfolger
Das Gnutella-Protokoll hat einige konzeptionelle Schwächen, die sich ohne Bruch der Kompatibilität nicht beheben lassen. Als Erweiterung von Gnutella, die diese Schwächen beheben soll, werden vielfach Netzwerke nach dem Kademlia-Algorithmus aufgefasst, wie zum Beispiel das von den Entwicklern von LimeWire entworfene mojito DHT, das im Moment jedoch allein zur Quellenidentifikation genutzt wird. Bei auf Kademlia beruhenden Netzwerken gibt es ebenfalls keine zentralen Server, jedoch wird für jede einzelne denkbare Suchabfrage jeweils ein bestimmter „Ansprechpartner“ rechnerisch ermittelt, der für diese Abfrage „zuständig“ ist. Damit wird das bei Gnutella bestehende Problem vermieden, dass praktisch jede Suchabfrage zu jedem Rechner gelangen muss, wenn auch seltene Dateien erfolgreich gefunden werden sollen. Im Gegenzug sind allerdings die unscharfen Suchen via Suchwort, für die Gnutella entwickelt wurde, mit Kademlia schwerer effizient zu implementieren, da nur Suchen nach exakten Werten möglich sind, während in Gnutella alle Treffer zurückgegeben werden, auf die die Suchwörter passen. In diesem Zusammenhang spricht man bei Gnutella auch von einem unstrukturierten Overlay, während es sich bei Kademlia um ein strukturiertes Overlay handelt.
2002 wurde das bis auf das alte Handshake neu erfundene Gnutella2-Protokoll veröffentlicht, welches von der Gnutella-Entwicklergemeinde nicht als Nachfolgeprotokoll anerkannt wird. Da es inkompatibel zu Gnutella ist, wird es als unabhängiges Protokoll betrachtet, obwohl beide Netzwerke nach wie vor durch den gleichen Handshake miteinander verwoben sind. Seinem Entwickler zufolge skaliert das Protokoll besser als Gnutella, da es über effizientere Suchmechanismen verfügt und durch seine spezifische Paketstruktur ohne Kompatibilitätsverlust fast unbegrenzt erweitert werden kann. Außerdem wird angegeben, dass es einfacher ist, einen Gnutella2-Client neu zu entwerfen, als einen Gnutella Client mit vergleichbaren Fähigkeiten. Gnutella-Entwickler widersprechen der Aussage über die Skalierbarkeit und Effizienz allerdings und führen an, dass die gleiche Erweiterbarkeit in Gnutella bereits durch Generic Gnutella Extension Protocol (GGEP)-Erweiterungen gegeben ist.